# Som (1900)
Som byl torpédoborec ruského carského námořnictva, provozovaný v letech 1900–1905. Roku 1902 byl přejmenován na Bojevoj. Torpédoborec byl potopen za rusko-japonské války.

## Stavba
Torpédoborec postavila britská loděnice Laird v Birkenheadu. Stavba byla zahájena roku 1898. Na vodu byl spuštěn 1899 a do služby byl přijat roku 1900.

## Konstrukce
Výzbroj představoval jeden 75mm kanón Canet umístěný na přídi před můstkem, dále pět 47mm kanónů Hotchkiss a dva 381mm torpédomety. Pohonný systém tvořily čtyři kotle Laird a dva parní stroje o výkonu 6000 hp, pohánějící dva lodní šrouby. Torpédoborec měl čtyři komíny. Nejvyšší rychlost dosahovala 27,5 uzlu. Dosah byl 15780 námořních mil při rychlosti 15 uzlů.

## Služba
Torpédoborec se účastnil rusko-japonské války. Dne 24. července 1904 byl torpédován japonskou torpédovkou, dokázal se ale vrátit do Port Arthuru.
 Dne 2. ledna 1905 byl v Port Arthuru potopen vlastní posádkou, aby po kapitulaci základny nepadl do japonských rukou.